# El Mundo Naval Ilustrado
El Mundo Naval Ilustrado fue una revista editada en la ciudad española de Madrid entre 1897 y 1901.

## Descripción
Fundada en 1897 por Pedro Novo Colson, que también la dirigió hasta 1900, vivió luego una segunda etapa hasta que en 1901 desapareció y se vio sucedida por Vida Marítima. Salía a la venta cada quince días y constaba de entre veinticuatro y veintiocho páginas ilustradas. Entre sus firmas figuraron las de Manuel Altolaguirre, Ramón Auñón y Villalón, Benito Condón Belzuz, José María Beránger, Segismundo Bermejo, Ramiro Blanco, Guillermo Butrón, Luis Calvo y Revilla, Víctor María Concas, Rubén Darío, José Echegaray, Cesáreo Fernández Duro, Pedro Hernández y Erenas, Juan de Madariaga y Suárez, Adolfo Navarrete y de Alcázar, Eloy Noriega y Ruiz, Emilio Prieto y Villarreal, Juan Valera, José Ricart y Giralt y Fernando Villamil.